# Villa de Guadalupe

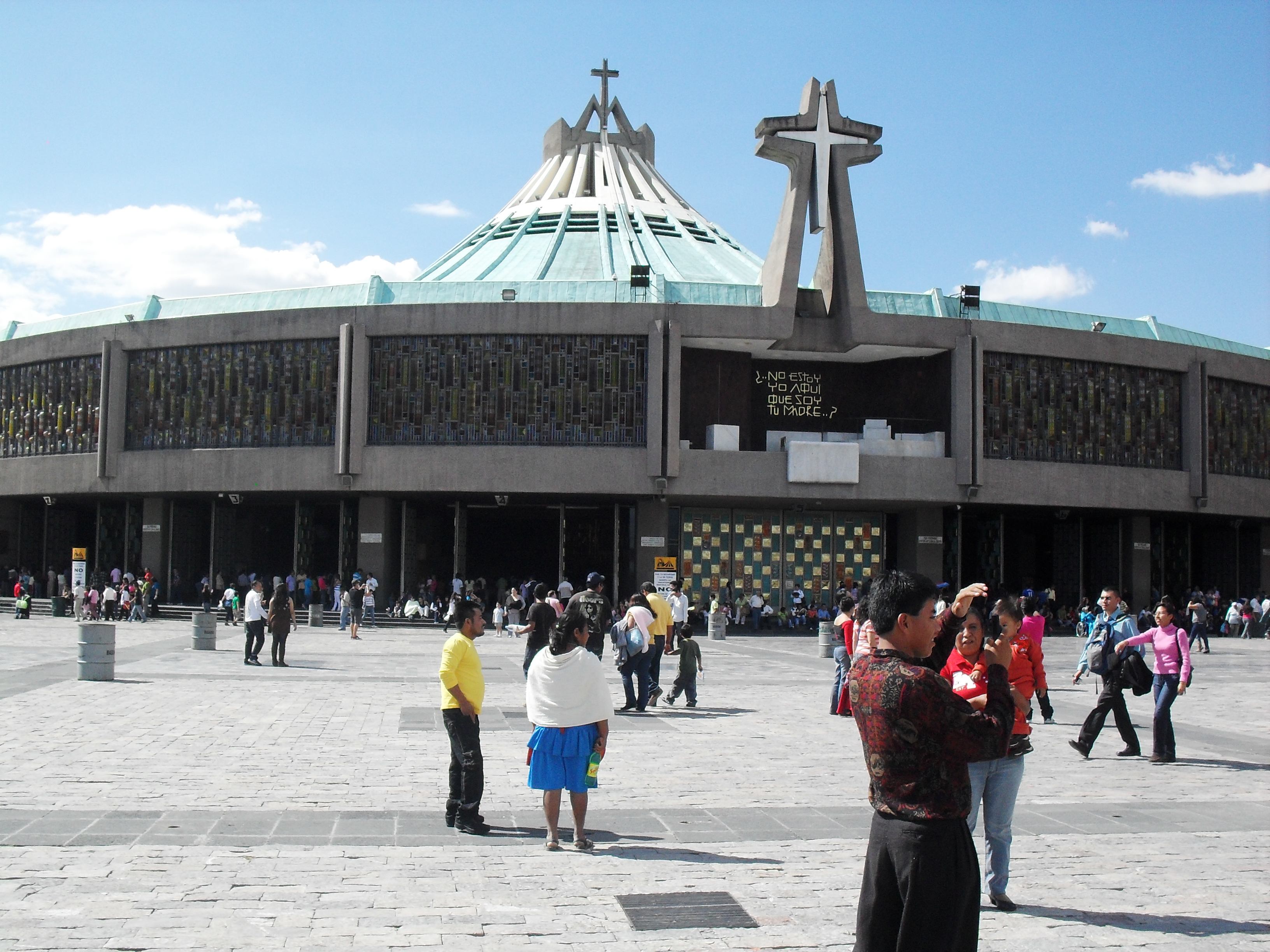
La basilique de Guadalupe

La Villa de Guadalupe (également connue sous le nom de la Villa de Guadalupe Hidalgo) est une ancienne ville, aujourd'hui située dans la division de Gustavo A. Madero, à quelques kilomètres au nord du centre de Mexico. Le site est selon les croyants le lieu des apparitions mariales de Notre-Dame de Guadalupe (la Vierge Marie) en 1531 à Juan Diego Cuauhtlatoatzin.